# 미야코노조시
미야코노조시(일본어: 都城市)는 일본 미야자키현 남서단에 있는 시이다. 미야자키현에서 2번째로 인구가 많은 도시이다. 2006년 1월 1일에 기존 미야코노조시에 야마노구치정(山之口町), 다카조정(高城町), 야마다정(山田町), 다카사키정(高崎町)을 합병해 새로운 미야코노조시가 되었다.

## 인구
| 연도 | 인구    | ±%     |
| ---- | ------- | ------ |
| 1920 | 104,733 | —      |
| 1925 | 115,475 | +10.3% |
| 1930 | 127,302 | +10.2% |
| 1935 | 132,880 | +4.4%  |
| 1940 | 132,166 | −0.5%  |
| 1945 | 165,910 | +25.5% |
| 1950 | 172,668 | +4.1%  |
| 1955 | 179,587 | +4.0%  |
| 1960 | 175,708 | −2.2%  |
| 1965 | 166,237 | −5.4%  |
| 1970 | 157,589 | −5.2%  |

| 연도 | 인구    | ±%    |
| ---- | ------- | ----- |
| 1975 | 159,621 | +1.3% |
| 1980 | 172,655 | +8.2% |
| 1985 | 175,728 | +1.8% |
| 1990 | 172,593 | −1.8% |
| 1995 | 174,054 | +0.8% |
| 2000 | 171,812 | −1.3% |
| 2005 | 170,955 | −0.5% |
| 2010 | 169,633 | −0.8% |
| 2015 | 165,029 | −2.7% |
| 2020 | 160,640 | −2.7% |

## 지리
미야자키시에서 남서쪽으로 50km, 가고시마시에서 북동쪽으로 90km 떨어진 곳에 위치해 있으며 미야자키현의 남서단에 있다. 미야코노조시 북쪽에서 서쪽과 남쪽에 걸쳐 가고시마현과 접하며 가고시마와 미야자키의 중간 지점에 맞닿아 있는 주요 도시이다. 과거 사쓰마번령이었기 때문에 가고시마 방언에 지극히 가까운 모로카타 방언을 쓰는 등 사쓰마의 문화가 현저하게 남아 있다. 광대한 미야코노조 분지 안에 있고 미야코노조 분지 일대의 거점 도시이다. 시 중앙에는 거의 남북으로 오요도강이 흐르고 서쪽은 기리시마 산지, 동쪽은 와니쓰카 산지에 둘러싸여 있다.

### 기후
내륙부의 분지에 위치하고 있어 고도가 높기 때문에 연평균 기온은 16℃ 전후로 약간 냉량하다. 연 강수량은 매년 2,000~2,500mm 전후로 다우지이지만 미야자키시에 비하면 강수량은 약간 적다. 겨울철은 매년 며칠 정도의 강설일이 있다. 미야자키시가 연중 눈이 오지 않는 경우가 많은데 반해 미야코노조시는 눈이 거의 매년 오는 편이다.
| 미야코노조시의 기후                                          | 미야코노조시의 기후 | 미야코노조시의 기후 | 미야코노조시의 기후 | 미야코노조시의 기후 | 미야코노조시의 기후 | 미야코노조시의 기후 | 미야코노조시의 기후 | 미야코노조시의 기후 | 미야코노조시의 기후 | 미야코노조시의 기후 | 미야코노조시의 기후 | 미야코노조시의 기후 | 미야코노조시의 기후 |
| 월                                                           | 1월                 | 2월                 | 3월                 | 4월                 | 5월                 | 6월                 | 7월                 | 8월                 | 9월                 | 10월                | 11월                | 12월                | 연간                |
| ------------------------------------------------------------ | ------------------- | ------------------- | ------------------- | ------------------- | ------------------- | ------------------- | ------------------- | ------------------- | ------------------- | ------------------- | ------------------- | ------------------- | ------------------- |
| 역대 최고 기온 °C (°F)                                       | 24.3 (75.7)         | 23.5 (74.3)         | 27.1 (80.8)         | 30.4 (86.7)         | 34.0 (93.2)         | 34.4 (93.9)         | 37.1 (98.8)         | 39.4 (102.9)        | 35.2 (95.4)         | 34.0 (93.2)         | 28.0 (82.4)         | 24.4 (75.9)         | 39.4 (102.9)        |
| 일평균 최고 기온 °C (°F)                                     | 12.1 (53.8)         | 13.7 (56.7)         | 16.9 (62.4)         | 21.6 (70.9)         | 25.5 (77.9)         | 27.1 (80.8)         | 31.4 (88.5)         | 32.1 (89.8)         | 29.3 (84.7)         | 24.8 (76.6)         | 19.5 (67.1)         | 14.2 (57.6)         | 22.4 (72.3)         |
| 일일 평균 기온 °C (°F)                                       | 6.1 (43.0)          | 7.7 (45.9)          | 11.0 (51.8)         | 15.6 (60.1)         | 19.8 (67.6)         | 22.7 (72.9)         | 26.7 (80.1)         | 27.0 (80.6)         | 24.2 (75.6)         | 19.1 (66.4)         | 13.5 (56.3)         | 8.1 (46.6)          | 16.8 (62.2)         |
| 일평균 최저 기온 °C (°F)                                     | 0.9 (33.6)          | 2.3 (36.1)          | 5.7 (42.3)          | 10.2 (50.4)         | 14.9 (58.8)         | 19.3 (66.7)         | 23.2 (73.8)         | 23.4 (74.1)         | 20.4 (68.7)         | 14.4 (57.9)         | 8.4 (47.1)          | 2.8 (37.0)          | 12.2 (54.0)         |
| 역대 최저 기온 °C (°F)                                       | −9.8 (14.4)         | −8.5 (16.7)         | −5.9 (21.4)         | −2.7 (27.1)         | 2.3 (36.1)          | 9.1 (48.4)          | 15.0 (59.0)         | 14.4 (57.9)         | 6.3 (43.3)          | −0.8 (30.6)         | −4.8 (23.4)         | −7.8 (18.0)         | −9.8 (14.4)         |
| 평균 강수량 mm (인치)                                        | 66.1 (2.60)         | 106.2 (4.18)        | 163.3 (6.43)        | 184.3 (7.26)        | 207.8 (8.18)        | 559.7 (22.04)       | 447.0 (17.60)       | 320.9 (12.63)       | 314.2 (12.37)       | 131.6 (5.18)        | 94.0 (3.70)         | 74.6 (2.94)         | 2,694.2 (106.07)    |
| 평균 강수일수 (≥ 0.5 mm)                                     | 7.6                 | 8.8                 | 12.7                | 11.1                | 11.2                | 18.0                | 14.5                | 14.4                | 13.9                | 8.4                 | 8.3                 | 7.3                 | 136.3               |
| 평균 상대 습도 (%)                                           | 71                  | 70                  | 70                  | 70                  | 73                  | 82                  | 80                  | 79                  | 79                  | 75                  | 76                  | 73                  | 75                  |
| 평균 월간 일조시간                                           | 167.2               | 155.2               | 169.4               | 173.9               | 169.2               | 103.1               | 168.2               | 183.6               | 149.1               | 172.4               | 158.5               | 164.8               | 1,934.5             |
| 출처: 일본 기상청 (평년값: 1991년~2020년, 극값: 1942년~현재) |                     |                     |                     |                     |                     |                     |                     |                     |                     |                     |                     |                     |                     |

### 인접한 자치체
- 미야자키현
  - 미야자키시
  - 니치난시
  - 구시마시
  - 고바야시시
  - 기타모로카타군 미마타정
  - 니시모로카타군 다카하루정

- 가고시마현
  - 소오시
  - 기리시마시
  - 시부시시

## 역사
헤이안 시대에 미야코노조는 시마즈 장원이 되었다. 1185년에 시마즈 다다히사는 미야코노조의 지토가 되었고 이후 시마즈씨의 지배를 받았다. 무로마치 시대와 에도 시대에는 호료씨가 이 지역을 정복하였다. 1871년 11월부터 1년 남짓 동안은 미야코노조현의 현청 소재지이기도 했다.
- 1889년 5월 1일 - 정촌제 시행으로 기타모로카타군 미야코노조정이 성립하였다.
- 1924년 4월 1일 - 미야코노조정이 시로 승격하였다.
- 1936년 5월 20일 - 오키미즈촌·이소이치촌을 편입하였다.
- 1957년 3월 1일 - 시와치촌을 편입하였다.
- 1965년 4월 1일 - 쇼나이정을 편입하였다.
- 1967년 3월 3일 - 나카고촌을 편입하였다.
- 2006년 1월 1일 - 미야코노조시·야마노쿠치정·다카조정·야마다정·다카사키정이 합병(신설 합병)해 미야코노조시가 되었다.

## 경제
주요 산업은 농업과 목축업으로 차·우엉이 재배되고 육우(미야코노조규)·젖소·브로일러·토종닭·돼지를 사육한다. 제조업으로는 농산물 가공업이 활발하고 목공업으로 가구, 화궁, 목검을 생산한다.

## 교통

### 철도
- 규슈 여객철도
  - 닛포 본선
  - 깃토선

### 도로
- 미야자키 자동차도
- 국도 10호선
- 국도 221호선
- 국도 222호선
- 국도 223호선
- 국도 269호선

## 자매 도시
- 중국 충칭시 장진구(1999년 11월)
- 몽골 울란바토르(1999년 11월)